# Moemi Katayama
Moemi Katayama (片山 萌美, Katayama Moemi) est une actrice et mannequin japonaise née le 1er octobre 1990 à Tokyo.

## Filmographie

### Cinéma
- 2016 : Kyôkasho ni nai! : Yayoi Satsuki
- 2016 : Kyôkasho ni nai! 2 : Yayoi Satsuki
- 2016 : Scoop!
- 2017 : Shishûgoku: Ki no hen : Mikoto Takagi
- 2017 : Kyôkasho ni nai! 3 : Yayoi Satsuki
- 2017 : Megami Sama
- 2017 : Gekijouban Shishuugoku: Yui no hen : Mikoto
- 2017 : Kyôkasho ni nai! 4 : Yayoi Satsuki
- 2018 : Movies: Mr. Fukyô vs eiga-tachi : Miss Adult
- 2018 : Fumiko no ashi
- 2018 : Une affaire de famille : Nozomi Hojo
- 2018 : Kirakira megane : Masae Akino
- 2018 : Jū
- 2019 : Inakunare Gunjo : Tokitô
- 2019 : Barbara : Maname Sugata
- 2021 : We Couldn't Become Adults : Ayaka Iwai
- 2022 : 1446: An Eternal Minute : Maki
- 2023 : S Friends Pride I
- 2023 : S Friends Pride II
- 2023 : L'Innocence : Naomi Ito
- 2024 : Nicky Larson : Sasori

### Télévision
- 2015 : Kyohansha
- 2017 : Hello Harinezumi (10 épisodes)
- 2018 : Kaseifu no Mita : Rumi (1 épisode)
- 2018 : Izakaya Bottakuri : Mine (11 épisodes)
- 2020 : The Guy Is the Biggest Mistake of My Life : Asami Ishikawa (10 épisodes)
- 2020 : Onna Tomodachi : Chako (5 épisodes)
- 2021 : The Naked Director : Azuma la secrétaire (5 épisodes)
- 2023 : Konno Bin Suspense Kiso 235 : Yumi Fujimoto (6 épisodes)
- 2023 : Born to Be On Air! : Airi Hokakushi (1 épisode)
- 2023 : Sabusuku Furin : Yuki Aoshima (6 épisodes)
- 2024 : Great Gift : Ayaka Tsurushita (8 épisodes)
- 2024 : House of the Owl : Sheena (6 épisodes)
- 2024 : 25ji Akasaka de : Kei Akeno (6 épisodes)
- 2025 : Alice-san chi no iroribata (5 épisodes)
- 2025 : Yabusaka dewa gozaimasen : Chihiro Todana (2 épisodes)